# The Squashville Ladies Fire Brigade
The Squashville Ladies Fire Brigade è un cortometraggio muto del 1913 prodotto dalla Nestor. Il nome del regista non viene riportato nei credit.

## Trama
trama in inglese tratta da Moving Picture World synopsis su IMDb

## Produzione
Il film fu prodotto dalla Nestor Film Company.

## Distribuzione
Distribuito dall'Universal Film Manufacturing Company, il film - un cortometraggio di una bobina - uscì nelle sale cinematografiche USA il 12 maggio 1913.